# Caster Semenya
Mokgadi Caster Semenya, conocida como Caster Semenya, (Polokwane, Limpopo, 7 de enero de 1991) es una atleta sudafricana especialista en la prueba de 800 metros, donde ha conseguido ser dos veces campeona olímpica —en Londres 2012 y Río de Janeiro 2016—, y tres veces campeona mundial —2009, 2011 y 2017.
Semenya es una mujer intersexual, asignada como mujer al nacer, con cromosomas XY y con niveles naturales de testosterona debido a una deficiencia de 5 alfa-reductasa 2, condición fisiológica que se manifiesta únicamente en personas con cromosomas XY.  Después de su victoria en el Campeonato Mundial de 2009, fue sometida a un test sexual. Fue retirada de las competiciones internacionales hasta el 6 de julio de 2010, cuando la Asociación Internacional de Federaciones de Atletismo (IAAF) le permitió regresar.La Asociación sostuvo en la audiencia del Tribunal de Arbitraje Deportivo en 2019 que Semenya tenía cromosomas XY, el patrón típico masculino, y era uno de varios "atletas biológicamente masculinos con identidades de género femeninas", por lo cual debería bajar su nivel de testosterona para competir. En 2019 nuevas normas de la IAAF entraron en efecto, impidiéndole a personas como Semenya participar en eventos de 400, 800 y 1500 metros hasta que tomaran medicación para bajar sus niveles de testosterona. El 25 de febrero de 2021, su abogado dijo que apelaría en el Tribunal Europeo de Derechos Humanos.
Semenya fue nombrada como una de las 100 Personas Más Influyentes de 2019 de la revista Time.

## Carrera

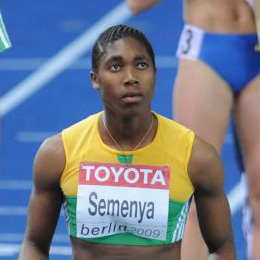
Caster Semenya en el mundial 2009

En los 800 m lisos Semenya participó en el campeonato mundial júnior del 2008, y también en los Juegos de la Mancomunidad, categoría juvenil, donde ganó el oro con un tiempo de 2:04.23. En el campeonato africano júnior del 2009 ganó las carreras de 800 metros y 1500 metros con marcas de 1:56.72 y 4:08.01 respectivamente. Su tiempo en los 800 metros fue marca mundial en 2009. Fue, asimismo, récord nacional, récord del campeonato y mejor marca personal en casi cuatro segundos. Semenya batió simultáneamente los récords sénior y júnior de Sudáfrica conseguidos por Zelda Pretorius con 1:58.85 y por Zola Budd con 2:00.9 respectivamente.
En el Campeonato Mundial de Atletismo de Berlín de 2009 triunfó en los 800 m con un tiempo de 1:55.45 en la final, consiguiendo de nuevo la mejor marca del año. Trató de revalidar el título en el Campeonato Mundial de Daegu de 2011, pero en la final fue superada por la rusa Maria Sávinova en los últimos cincuenta metros de la carrera. En los Juegos Olímpicos de Londres, nuevamente llegó en el segundo puesto por detrás de la rusa, pero cinco años después le fue adjudicada la medalla de oro por una sanción de dopaje de Savinova.
El 2016 retomó el protagonismo de la especialidad. En el campeonato africano ganó tanto en las pruebas de 800 m y 1500 m, y se proclamó campeona de los 800 m en los Juegos Olímpicos de Río de Janeiro, en lo que era la primera medalla de oro para una sudafricana en pruebas de pista. Además fue una de las triunfadoras de la Liga de Diamante, con victorias en las cinco carreras en las que participó.
El 2017 volvió a coronarse como la campeona mundial de los 800 m. Fue en Londres donde logró la medalla de oro con un tiempo de 1:54.66, y también se apuntó para la prueba de los 1500 m en la que llegó en el tercer puesto con una marca de 4:02,90. En tanto, volvió a repetir como una de las triunfadoras de la Liga de Diamante, con el primer puesto en la carrera final con un registro de 1:55,84.
En el 2018 se mantuvo invicta en la prueba de los 800 m. Se colgó la medalla de oro en los Juegos de la Mancomunidad de Gold Coast con un tiempo de 1:56,68, nueva marca de la justa. Mientras que en la Liga de Diamante ganó en cuatro reuniones clasificatorias y también la final con un tiempo de 1:55,27 para hacerse de su tercer Trofeo de diamante consecutivo, y además triunfó en la copa continental para el equipo de África (1:54,77). Tomó parte en la prueba de los 400 m en la que fue segunda en la copa continental (49,62 s); en los 1500 m ganó otra medalla de oro en los Juegos de la Mancomunidad con 4:00,71, también nuevo récord del evento; y en la inédita prueba de la carrera de relevos 4 × 400 m mixto, en la copa continental, ocupó el segundo puesto. Sus compañeros de equipo fueron Christine Botlogetswe, Chidi Okezie y Baboloki Thebe.
Semenya no logró completar su preparación para el mundial de Doha de 2019. Aunque corrió en dos reuniones de la Liga de Diamante, ambas con victoria (1:54,98 en Doha y 1:55,70 en Prefontaine Classic) y participó en otras modalidades, sus disputas legales ante los tribunales internacionales le impidieron continuar en el atletismo. Sin embargo, decidió seguir su carrera deportiva en el fútbol al incorporarse en el club femenino sudafricano JVW F.C.

## Controversia por su intersexualidad
Según el director escolar de Semenya, quien declaró que Semenya nunca vistió falda, no fue sino "hasta el undécimo grado escolar que se percató que Semenya era una muchacha."
Tras ganar la final del Campeonato Mundial de Atletismo de Berlín de 2009, otras corredoras manifestaron sus dudas acerca del sexo de Semenya. La Asociación Internacional de Federaciones de Atletismo (IAAF)  publicó que había pedido un test de verificación de sexo, debido a que los resultados de las pruebas realizadas en Sudáfrica, previas al Campeonato del Mundo, habían mostrado una cantidad de testosterona tres veces superior a lo considerado normal en una mujer.
El 11 de septiembre de 2009 el periódico británico The Daily Telegraph informó que las pruebas realizadas a Caster Semenya demostraban su intersexualidad: carece de genitales internos femeninos, y en su lugar tiene testículos, internos y funcionales, lo que probaba la causa de su alto nivel de testosterona.
En noviembre del 2009, el ministerio de deportes de Sudáfrica emitió una declaración según la cual Semenya había llegado a un acuerdo con la IAAF para mantener su medalla y el dinero del premio. El ministerio no indicó si se le permitiría competir nuevamente como mujer, pero sí indicaron que las condiciones de la IAAF para permitir a una persona competir en la categoría de mujer no estaban claras. Al ganar el Mundial de Atletismo de Berlín, la IAAF la obligó a medicarse para reducir las concentraciones de testosterona.
El manejo del caso por parte de la IAAF provocó muchas reacciones negativas. El corredor retirado Michael Johnson, criticó a la organización por su falta de discreción, aunque aceptó que el proceso era el correcto para el caso.  Desde los medios locales se criticó la validez de las pruebas y se llegó a acusar a la IAAF de racista y de imperialista, sugiriendo que la motivación real era que los miembros del Norte global no querían que los atletas sudafricanos destacaran.
Destacados líderes cívicos, comentaristas, políticos y activistas sudafricanos caracterizaron la controversia como racista, así como una afrenta a la privacidad y los derechos humanos de Semenya. Por recomendación del Ministro de Deportes y Recreación de Sudáfrica, Makhenkesi Stofile, Semenya contrató a la firma legal Dewey & LeBoeuf, actuando pro bono, "para asegurarse de que sus derechos civiles y legales y su dignidad como persona estén completamente protegidas". En una entrevista a medios globales, Semenya dijo: "Soy una mujer, y soy rápida". Tras el furor, Semenya recibió un gran apoyo dentro de Sudáfrica, hasta el punto de ser llamado una "causa célebre".
En julio del 2010, la IAAF aceptó las conclusiones de un grupo internacional de expertos médicos, según las cuales Semenya puede competir como mujer sin limitación alguna.
Sin embargo, el 26 de abril de 2018 la IAAF dio a conocer nuevos criterios de elegibilidad para las atletas con altos niveles de testosterona, el cual impedirá a dichas competidoras —como Semenya— tomar parte en las pruebas de 400 m, carreras de vallas, 800 m, 1500 m, carreras de una milla y eventos combinados que comprendan esas carreras. En caso de hacerlo, deberán reducir sus niveles por debajo de los 5 nanomoles por litro durante un periodo continuado de al menos seis meses. La medida también incluye la posibilidad de competir en la rama masculina. La normativa estaba previsto que entrara en vigencia a partir del 1 de noviembre del mismo año, pero debido a una petición de arbitraje ante el Tribunal de Arbitraje Deportivo (TAS) por parte de la misma atleta, la IAAF decidió retrasar la medida hasta el mes de marzo de 2019, una vez conocida la resolución del TAS, la cual fue desfavorable para las pretensiones de Semenya. La medida impulsada por la IAAF, por tanto, sería efectiva a partir del 8 de mayo del 2019, pero la atleta sudafricana rehusó someterse a las nuevas disposiciones y promovió una nueva demanda en la Corte Federal Suprema de Suiza, la cual también ratificó las medidas de la Federación Internacional de Atletismo.
La Asociación Internacional de Federaciones de Atletismo (IAAF, por sus siglas en inglés) puso un límite para las deportistas con diferencias de desarrollo sexual (DSD). La IAAF impone un control sobre los niveles de testosterona que pueden tener las corredoras. La normativa obliga a las atletas a reducir sus niveles de testosterona por debajo de los 5  nanomoles por litro de sangre, si quieren seguir compitiendo en categoría femenina.
El 17 de noviembre de 2020, Caster Semenya anunció que llevará al Tribunal Europeo de Derechos Humanos su conflicto con la Federación Internacional de Atletismo, por la normativa sobre los niveles de testosterona en las pruebas femeninas en las distancias que van de los 400 a los 1.500 metros, en las que es especialista.
Finalmente se determinó que su sexo cromosómico es masculino , y que biológicamente no es una mujer.

## Causas judiciales contra la IAAF
En junio de 2018, Semenya anunció que cuestionaría legalmente las normas de la Asociación Internacional de Federaciones de Atletismo (IAAF), calificándolas de "discriminatorias, irracionales [e] injustificables".Afirmó que la medicación supresora de testosterona, que había tomado de 2010 a 2015, la había hecho sentir "constantemente enferma" y además le había causado dolor abdominal, y que la IAAF la había utilizado como "conejillo de indias" para probar los efectos de la medicación.
El caso dividió a comentaristas jurídicos y científicos. La profesora de la Facultad de Derecho de Duke y ex corredora Doriane Lambelet Coleman argumentó que las normas de la organización garantizaban un "espacio protegido" para las atletas femeninas. El médico e investigador en genética Eric Vilain argumentó a favor de Semenya, alegando que "el sexo no se define por un parámetro concreto... es muy difícil excluir a mujeres que siempre han vivido toda su vida como mujeres". Durante el proceso, la IAAF aclaró que el reglamento sólo se aplicaría a atletas con DSD y cromosomas XY.
En mayo de 2019, el Tribunal de Arbitraje Deportivo rechazó la impugnación de Semenya en una decisión por 2-1, allanando el camino para la entrada en vigor de las nuevas normas. Aunque el TAS coincidió con Semenya en que las normas eran discriminatorias, concluyó que esta discriminación era "un medio necesario, razonable y proporcionado para lograr el objetivo de la IAAF de preservar la integridad del atletismo femenino".
Ese mismo mes, Semenya recurrió la decisión ante el Tribunal Supremo Federal de Suiza. En junio, el tribunal suspendió provisionalmente las normas del Atletismo Mundial mientras decidía si dictaba una medida cautelar. Sin embargo, esta decisión fue revocada en julio, por lo que Semenya no pudo competir en carreras de la IAAF mientras continuaba su apelación.
El Tribunal Supremo suizo desestimó finalmente el recurso de Semenya en septiembre de 2020. En su decisión, el tribunal afirmó que el TAS tenía derecho a mantener las normas de la IAAF "con el fin de garantizar una competición justa para determinadas disciplinas de carrera en el atletismo femenino". El tribunal también declaró que, dado que Semenya era "libre de rechazar el tratamiento para reducir los niveles de testosterona", no se había violado su "garantía de dignidad humana".
En febrero de 2021, Semenya recurrió de nuevo el caso ante el Tribunal Europeo de Derechos Humanos. En marzo de 2023, la Asociación Mundial de Atletismo hizo aún más restrictivas sus normas para Semenya y otros atletas con DSD, exigiéndoles que redujeran sus niveles de testosterona por debajo de un umbral de 2,5 nmol/L durante al menos 24 meses antes de competir. El TEDH falló a favor de Semenya por 4-3 en julio de 2023, considerando que las normas de competición la habían discriminado e infringido sus derechos humanos. Sin embargo, la decisión no anuló las normas en sí, y la Asociación Mundial de Atletismo declaró que el reglamento "seguiría en vigor".
Tras una petición del gobierno suizo, el caso de Semenya se remitió a la Gran Sala del TEDH en noviembre de 2023 para que dictara una sentencia definitiva.

## Marcas personales
| Prueba | Tiempo   | Lugar        | Fecha      |
| ------ | -------- | ------------ | ---------- |
| 800 m  | 1' 54,25 | París (FRA)  | 30/06/2018 |
| 1500 m | 4' 01,99 | Durban (RSA) | 24/06/2016 |

## Vida personal y honores

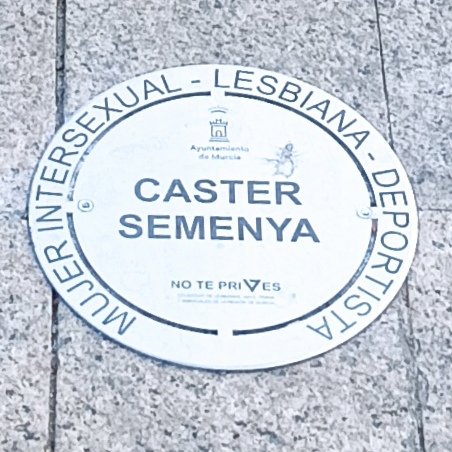
Placa conmemorativa en la Plaza de la Diversidad de la Ciudad de Murcia

En 2012, Semenya fue galardonada con el Premio a la Deportista Sudafricana del Año en los Premios Deportivos SA en Sun City. Semenya recibió la Orden de bronce de Ikhamanga el 27 de abril de 2014, como parte de las festividades del Día de la Libertad.

### Matrimonio
Semenya contrajo matrimonio con Violet Raseboya.  En 2020 Semeneya y Raseboya anunciaron un primer embarazo de Raseboya, seguido por un segundo embarazo de Raseboya en 2022; resultando ambas gestaciones en sendas hijas, Oratile y Oarabile.

### Autobiografía
El 31 de octubre de 2023, fueron publicadas las memorias de la atleta Semenya, tituladas The Race to Be Myself.

El periódico inglés The Guardian publicó la autobiografía en entregas donde se puede leer su declaración:

La mayoría de las personas se conforman con caminar sobre la línea tal como está trazada, con dejarse definir por ella, con permanecer en su lugar. Yo no soy una de esas personas. Caster Semenya.

En su autobiografía Semenya cuenta que descubrió al mismo tiempo que el resto del mundo que no tenía útero.

Descubrí, junto con el resto del mundo que no tenía útero ni trompas de Falopio. Los periódicos reportaron que yo tenía testículos no descendidos que eran la fuente de mis niveles más altos de lo normal de testosterona. Esto explica por qué no me ha venido el período. Caster Semenya.

Imagina que un día te dicen que, debido a alguna cuestión médica, en realidad no eres una mujer. Piénsalo. A los ojos del mundo entero, ahora eres algo distinto de lo que sabes que eres. Caster Semenya.

Semenya le dijo a BBC Sport que "nació sin útero" y nació "con testículos internos" y dijo: "Soy una mujer y tengo vagina".